# Dryopteris crispifolia
Espèce
Dryopteris crispifolia est une espèce de fougères de la famille des Dryopteridaceae et du genre Dryopteris.

## Description
Dryopteris crispifolia est une fougère de taille moyenne, au limbe de forme triangulaire, au feuillage très découpé, trois fois divisé, et dont les marges des pinnules sont alternativement recourbées vers le haut, puis vers le bas, donnant à la fronde un effet ondulé, caractéristique de la plante.

## Répartition
Dryopteris crispifolia est endémique des Açores.

## Parasitologie
La feuille a pour parasite Phlogophora interrupta.